# Erythrose
Erythrose ist ein Monosaccharid aus der Gruppe der Tetrosen. Wegen der endständigen Aldehyd-Gruppe gehört die Erythrose zu den Aldosen. Es gibt zwei Stereoisomere, die D-Erythrose und die L-Erythrose. Der IUPAC-Name der D-Form ist (2R,3R)-2,3,4-trihydroxybutanal. L-Erythrose [Synonym: (2S,3S)-2,3,4-trihydroxybutanal] besitzt nur geringe Bedeutung. Die Threose ist ein Diastereomer zur Erythrose.
Erythrose wurde zuerst 1849 vom französischen Apotheker  Louis Feux Joseph Garot (1798–1869) aus Rhabarber isoliert und wurde so benannt wegen seiner roten Farbe in Gegenwart von Alkalien (von altgriechisch ἐρυθρός, „rot“).
Die stereochemische Konfiguration der Erythrose ist namensgebend für den Deskriptor erythro-, der als halbsystematischer Namenszusatz genutzt wird, um ähnlich konfigurierte Moleküle zu kennzeichnen. Wenn in diesem Text  oder in der wissenschaftlichen Literatur „Erythrose“ ohne weiteren Namenszusatz (Präfix) erwähnt wird, ist D-Erythrose gemeint.

## Reaktionen
Mit Salzsäure reagiert Erythrose langsam zur Milchsäure. Im Kohlenhydratstoffwechsel ist Erythrose-4-phosphat ein wichtiges Zwischenprodukt.